# Tärna kyrkby
Tärna kyrkby är kyrkbyn i Tärna socken i Sala kommun i Västmanlands län, belägen längs riksväg 70 cirka 13 kilometer sydost om Sala.
Byn ligger öster om Sagån cirka tre kilometer sydost om Tärnaby och tillhör följaktligen landskapet Uppland. Sagån utgör landskapsgräns mellan Uppland och Västmanland.
Här ligger Tärna kyrka.
Byn består av enfamiljshus och bondgårdar. I byns östra utkant ligger en hembygdsgård.